# Luis Jiménez de Asúa
Luis Jiménez de Asúa (Madrid, 19 de junho de 1889 — Buenos Aires, 16 de novembro de 1970) foi um jurista e político espanhol, vice-presidente do parlamento espanhol e representante desse país nas Nações Unidas. Durante a ditadura franquista exilou-se na Argentina. Em 1962 foi designado presidente da República da Espanha no exílio.

## Biografia
Professor de direito penal na Universidade Central de Madrid (atual Universidade Complutense de Madrid). Pelo seu protesto contra as vexações sofridas por Miguel de Unamuno por parte da ditadura de Miguel Primo de Rivera, foi confinado nas ilhas Chafarinas em 1926. Renunciou então à sua cátedra em protesto contra a intromissão da ditadura na Universidade.
Em 1931 ingressou no PSOE e foi eleito deputado das Cortes Constituintes, presidindo a comissão parlamentar encarregada de elaborar a Constituição da Segunda República (1931). Diretor do Instituto de Estudos Penais, criado por Victoria Kent, participou na redação do Código Penal de 1932. Pertencente à ala moderada do PSOE, foi vice-presidente das Cortes saídas das eleições de fevereiro de 1936. Durante a Guerra Civil Espanhola ocupou cargos diplomáticos da República na Polônia e Checoslováquia e representou a Espanha frente da Sociedade de Nações.
Terminada a guerra, exilou-se na Argentina (1939), onde continuou a sua carreira docente na Universidade Nacional de La Plata e na Universidade Nacional del Litoral e dirigiu o Instituto de Direito Penal e Criminologia da Universidade de Buenos Aires até o golpe militar de 1966. Dirigiu a Revista de Derecho Penal y Criminología até o seu falecimento.
O seu Tratado de Direito Penal em sete tomos, foi considerado uma das obras-primas da matéria. Referindo-se à mesma, o penalista brasileiro Nelson Hungria disse que:
| “ | Se por uma catástrofe atômica se perdessem todos os escritos sobre Direito Penal mas ficasse salvo o Tratado de Jiménez de Asúa, as gerações futuras não teriam perdido nada. | ” |

Manteve uma estreita relação com as organizações estudantis reformistas da Argentina. Entre os seus discípulos destacou-se Guillermo Estévez Boero, que seria presidente da Federación Universitaria Argentina e depois deputado nacional pelo Partido Socialista da Argentina.
Em 1962 foi designado presidente da República no exílio, cargo que ocupou até o seu falecimento em 1970.

## Obras
- El Derecho penal del porvenir (1916)
- El estado de necesidad (1922)
- Al servicio del Derecho penal
- La teoría jurídica del delito (1931)
- Psicoanálisis criminal(1940) Buenos Aires, Losada.
- El criminalista (1941-1949, 8 vols)
- La Constitución política de la democracia española (1942)
- La ley y el delito (1945)
- La Constitución de la democracia española y el problema regional (1946)
- Tratado de Derecho penal (1949-1963, 7 vols.).
- Lombroso (1960), Buenos Aires: Perrot
- Libertad de amar (Ensayo sobre eutanasia y eugenesia- 1946 - 560 pp.)
- Derecho Penal Sovietico - 1947 editorial TEA - 354 pp.
- La Sentencia Indeterminada - 1947 editorial TEA - 450 pp.